# Bilhar nos Jogos Asiáticos em Recinto Coberto de 2009
As competições de bilhar nos Jogos Asiáticos em Recinto Coberto de 2009 ocorreram entre 31 de outubro e 7 de novembro. Dez eventos foram disputados.

## Calendário
| Outubro/Novembro | 28 | 29 | 30 | 31 | 1 | 2 | 3 | 4 | 5 | 6 | 7 | 8 | Finais |
| ---------------- | -- | -- | -- | -- | - | - | - | - | - | - | - | - | ------ |
| Bilhar           |    |    |    |    | 1 | 2 | 1 | 1 | 2 | 1 | 2 |   | 10     |

## Quadro de medalhas
| Ordem | País                   | Medalha de ouro | Medalha de prata | Medalha de bronze |    |
| ----- | ---------------------- | --------------- | ---------------- | ----------------- | -- |
| 1     | China                  | 4               | 2                | 1                 | 7  |
| 2     | Coreia do Sul          | 2               |                  | 1                 | 3  |
| 3     | Taipé Chinesa          | 1               | 1                | 3                 | 5  |
| 4     | Vietname               | 1               | 1                |                   | 2  |
| 5     | Índia                  | 1               |                  | 1                 | 2  |
| 5     | Tailândia              | 1               |                  | 1                 | 2  |
| 7     | Japão                  |                 | 2                | 1                 | 3  |
| 8     | Singapura              |                 | 2                |                   | 2  |
| 9     | Afeganistão            |                 | 1                |                   | 1  |
| 9     | Catar                  |                 | 1                |                   | 1  |
| 11    | Emirados Árabes Unidos |                 |                  | 2                 | 2  |
| TOTAL | TOTAL                  | 10              | 10               | 10                | 30 |

## Medalhistas
| Evento                                     | Ouro                                                | Prata                                                                   | Bronze                                                                       |
| Snooker individual masculino               | CHN China Long Jin                                  | AFG Afeganistão Nader Khan Sultani                                      | UAE Emirados Árabes Unidos Mohamed Shehab                                    |
| Snooker por equipes masculino              | Aditya Mehta Brijesh Damani Manan Chandra IND Índia | Ali Al-Obaidli Khames Alobaidely Mohana Alobaidley Saif Ahmed QAT Catar | Eissa Al Hashimi Mohamed Shehab Mohammed Aljoakar UAE Emirados Árabes Unidos |
| Snooker Super 6 masculino                  | CHN China Guodong Xiao                              | CHN China Wenbo Liang                                                   | TPE Taipé Chinês Yu-Lun Wu                                                   |
| Bilhar inglês individual masculino         | THA Tailândia Praprut Chaithanasakun                | SIN Singapura Peter Edward Gilchrist                                    | IND Índia Pankaj Arjan Advani                                                |
| Bilhar americano 9 bolas masculino         | CHN China Hewen Li                                  | SIN Singapura Keng Kwang Chan                                           | TPE Taipé Chinês Hui-Chan Lu                                                 |
| Carambola 3 almofadas individual masculino | KOR Coreia do Sul Jae Ho Cho                        | VIE Vietnã Anh Vu Duong                                                 | JPN Japão Ryuji Umeda                                                        |
| Carambola 1 almofada individual masculino  | VIE Vietnã Dinh Tien Dang                           | JPN Japão Tadashi Machida                                               | KOR Coreia do Sul Kyung Roul Kim                                             |
| Snooker Super 6 feminino                   | CHN China Siming Chen                               | CHN China Zhuqing Bi                                                    | THA Tailândia Nicha Pathom-Ekmongkhon                                        |
| Bilhar americano 9 bolas feminino          | KOR Coreia do Sul You Ram Cha                       | JPN Japão Chihiro Kawahara                                              | TPE Taipé Chinês Shu-Han Chang                                               |
| Bilhar americano 8 bolas feminino          | TPE Taipé Chinês Shu-Han Chang                      | TPE Taipé Chinês Yuan-Chun Lin                                          | CHN China Xiaofang Fu                                                        |